# 第一巡防艦分艦隊
第一巡防艦分艦隊（1st Frigate Squadron (United Kingdom)）是英國皇家海軍一支存在於1972年11月至2001年12月的分艦隊。

## 歷史
第一巡防艦分艦隊所屬的艦隻包括：利安德級巡防艦和22型巡防艦。第一巡防艦分艦隊的艦隻參加了鱈魚戰爭、銀禧艦隊閱兵式、阿米拉巡邏和福克蘭戰爭。第一巡防艦分艦隊於2001年解散。

## 1977年銀禧
在1977年6月24日至29日的銀禧艦隊閱兵式上，第一巡防艦分艦隊所屬的艦隻如下：
HMS加拉蒂亞號。
HMS菲比號。
HMS歡欣號。
HMS韃靼號。
HMS廓爾喀號。
HMS索爾茲伯里號。